# Consell General de Martinica

Logotip del Consell General

Consell General de Martinica era l'òrgan executiu de deliberació del departament francès de Martinica (que és també una regió francesa amb un consell regional). La seva seu era a Fort-de-France, a l'Immoble «France Télécom», Route de la Folie.
L'1 de gener del 2016, aquest òrgan fou substituït per l'Assemblea de Martinica.

## Presidents del Consell General
- 2011 - 2015 : Josette Manin
- 1992 - 2011 : Claude Lise
- 1970 - 1992 : Émile Maurice
- 1964 - 1970 : François Duval (Martinica)
- 1957 - 1964 : Tertulien Robinel
- 1953 - 1957 : Alphonse Jean-Joseph
- 1948 - 1953 : François Duval (Martinica)
- 1947 - 1948 : Paul Symphor
- 1946 - 1947 : Georges Gratiant
- 1919 a 1939 i 1943 a 1945 : Joseph Lagrosillière